# 哈耳摩尼亞 (希臘神話)

哈耳摩尼亞與變成蛇的卡德摩斯，伊芙琳·德摩根（Evelyn de Morgan）所畫

哈耳摩尼亞（希臘語：Ἁρμονία）是希臘神話中代表和諧和協調的女神。在羅馬神話中對應的神祇為孔科耳狄亚（Concordia）。哈耳摩尼亞的對頭是厄里斯，厄里斯在羅馬神話中的對應是狄斯科耳狄亚（Discordia）。

## 古典作品中的哈耳摩尼亞
根據赫西俄德的《神譜》，她是阿瑞斯和阿佛洛狄忒的女兒，亦有說她是阿佛洛狄忒和赫淮斯托斯的女兒。而根據西西里的狄奧多羅斯，她來自薩莫色雷斯島，是宙斯與厄勒克特拉的女兒，其兄是在該島傳播得墨忒爾神祕祭典的伊阿西翁（Iasion）。最後，哈耳摩尼亞與阿芙羅黛蒂·潘德摩斯（Aphrodite Pandemos）結為一體，是為「聯繫所有人的愛」，也是秩序與社會團結的擬人化神，對應於羅馬神話中的孔科耳狄亚。
哈耳摩尼亞是卡德摩斯的妻子。她與卡德摩斯誕下伊諾（Ino）、波呂多洛斯（Polydorus）、奧托諾厄（Autonoë）、阿高厄（Agave）與塞墨勒，在後來的神話中，他們又多了一個小兒子伊律里俄斯（Illyrius）
描寫哈耳摩尼亞來自薩莫色雷斯島的作品提到，卡德摩斯在獲授秘儀後前往薩莫色雷斯島，看見哈耳摩尼亞，並藉著雅典娜幫助帶哈耳摩尼亞離開。當卡德摩斯被逼逃離底比斯時，哈耳摩亞尼跟隨著他。他們抵達恩凱列司（Enchelei）後，助當地人擊退伊利里亞人。後來，卡德摩斯成為伊利里亞國王。在歐里庇得斯的《酒神之女伴》（The Bacchae）與偽阿波羅多洛斯的《書庫》等古典作品中，均有提及哈耳摩尼亞變成一條蛇。

## 不幸之項鍊

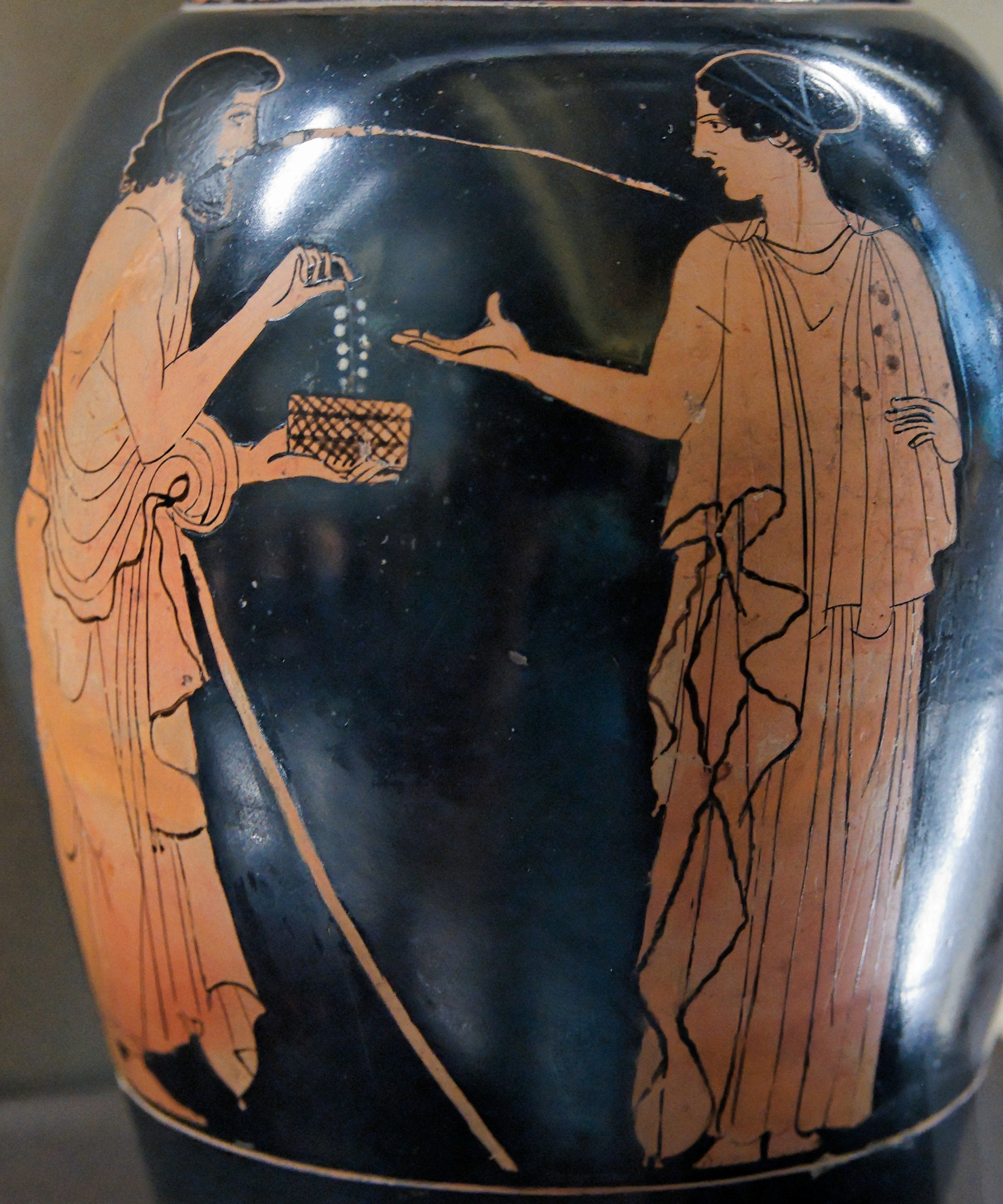
波呂尼刻斯將哈耳摩尼亞之項鍊贈予厄里費勒。雅典紅彩陶酒壇（Attic red-figure oinochoe），約公元前450—440年，意大利出土。

哈耳摩尼亞以其於婚禮所收項鍊而為人熟悉。當雅典娜授底比斯予卡德摩斯管治時，宙斯則許哈耳摩尼亞為其妻，諸神亦齊來同賀。新娘穿上由赫淮斯托斯（或歐羅巴）所做的一領無袖長袍和項鍊。該項鍊就是為人帶來不幸的「哈耳摩尼亞項鍊」，亦有說指此項鍊是由其他神祇（阿佛洛狄忒或雅典娜）所贈。
繼承了此項鍊的波呂尼刻斯（Polyneices）將之贈給厄里費勒（Eriphyle），她勸說丈夫安菲阿剌俄斯（Amphiaraus）出征底比斯。透過厄里費勒之子阿爾克墨翁（Alcmaeon），項鍊落入阿耳西諾厄（Arsinoe）之手，然後又傳到斐格奧斯（Phegeus）的兒子普羅諾俄（Pronous）及阿革諾耳（Agenor），最後流傳到阿爾克墨翁的兒子安福忒羅斯（Amphoterus）及阿卡耳南（Acarnan），他們將項鍊奉獻給位於德爾菲的雅典娜·普洛諾亞（Athena Pronoea）神殿。曾經持有項鍊的所有人都遭逢不幸，即使獻給神殿後的情況亦是如此。暴君法伊路斯（Phayllus）從神殿偷走項鍊，以取悅其情婦（阿里斯同（Ariston）之妻）。她戴了項鍊一段時間，但最後她年紀最小的兒子狂性大發，把她與其所有財寶所處的屋子一把火燒成灰燼。
許癸努斯提供了另一個版本。根據其作品，帶給哈耳摩尼亞子孫不幸並非因為該條項練，而是赫淮斯托斯與雅典娜送她的那領無袖長袍。

## 資料來源
1. ↑  魯剛主編（1989年）：《世界神話辭典》，286-287頁，沈阳：遼寧人民出版社，ISBN 7-205-00960-X。
2. ↑  魯剛主編（1989年）：《世界神話辭典》，163-164頁，沈阳：遼寧人民出版社，ISBN 7-205-00960-X。
3. ↑  The Dictionary of Classical Mythology by Pierre Grimal and A. R. Maxwell-Hyslop, ISBN 0631201025, 1996, page 230: "Illyrius (Ιλλυριός) The youngest son of Cadmus and Harmonia. He was born during their expedition against the Illyrians"
4. ↑  The Dictionary of Classical Mythology by Pierre Grimal and A. R. Maxwell-Hyslop, ISBN 0631201025, 1996, page 83: "... Cadmus then ruled over the Illyrians and he had another son, named Illyrius. But later Cadmus and Harmonia were turned into serpents and ..."
5. ↑  .   [2011-04-01]. （原始内容存档于2011-05-21）.
6. ↑  Apollod. iii. 4. §2. (cited by Schmitz)
7. ↑  Diod. iv. 48, v. 49; Pind. Pyth. iii. 167; Stat. Theb. ii. 266; comp. Hes. Theog. 934 ; Horn. Hymn, in Apoll. 195. (cited by Schmitz)
8. ↑  Apollod. iii. 6. § 2; Schol. ad Pind. Pyth. iii. 167- (cited by Schmitz)
9. ↑  Apollod. iii. 7. §§ 5—7. (cited by Schmitz)
10. ↑  Athen. vi. p. 232; Parthen. Erot. 25. (cited by Schmitz)
11. ↑  hyginus fabulae 148

## 外部連結
- HARMONIA Greek goddess of harmony （页面存档备份，存于）